# 박하준 (배우)
박하준(2006년 7월 25일~)은 대한민국의 배우이자 모델이다. 부산 출생이고 2011년(6세 때)에 《인천국제공항 중화인민공화국 방영 광고》라는 첫 CF 광고 작품을 통하여 키즈 모델로 처음 데뷔를 하였다.

## 출연작

### 영화
- 2013년 《도장공》[2] ... 어린 우주인[3] 역(단역)
- 2014년 《컴퓨터 장치》[4] ... 황예남 역(단역)
- 2017년 《이웃집 스타》 ... 반인진[5] 역(단역)

### 드라마
- 2012년 KBS2 단막극 《드라마 스페셜 - 걱정마세요 귀신입니다》 ... 어린 김진수 역
- 2013년 JTBC 특별기획드라마 《세계의 끝》 ... 곽지훈 역
- 2013년 KBS2 단막극 《드라마 스페셜 - 엄마의 섬》 ... 어린 삼남 '이찬' 역
- 2014년 tvN 금토드라마 《아홉수 소년》 ... 도민준 역
- 2014년 tvN 금토드라마 《미생》 ... 어린 장백기 역
- 2015년 SBS 수목드라마 《하이드 지킬, 나》 ... 어린 구서진 역
- 2015년 JTBC 금토드라마 《순정에 반하다》 ... 함지민 역
- 2015년 tvN 금토드라마 《슈퍼대디열》 ... 어린 손한열 역
- 2015년 SBS 웹드라마 《당신을 주문합니다》 ... 어린 한국대 역
- 2015년 MBC 수목드라마 《밤을 걷는 선비》 ... 세손 역
- 2015년 MBC 주말특별기획 《내 딸, 금사월》 ... 최봉식 역
- 2016년 KBS2 월화드라마 《뷰티풀 마인드》 ... 어린 이영오 역
- 2016년 SBS 월화드라마 《달의 연인 보보경심 려》 ... 어린 10황자 왕은 역
- 2016년 MBC 일일드라마 《행복을 주는 사람》 ... 어린 서석진 역
- 2016년 KBS1 일일연속극 《빛나라 은수》 ... 박우리 역
- 2017년 tvN 월화드라마 《내성적인 보스》 ... 어린 은환기 역
- 2017년 MBC 일일드라마 《훈장 오순남》 ... 어린 차유민 역
- 2018년 KBS2 TV소설 《파도야 파도야》 ... 어린 한경호 역
- 2018년 tvN 금요드라마 《톱스타 유백이》 ... 어린 최마돌 역
- 2018년 MBN 수목드라마 《설렘주의보》 ... 어린 차세현 역
- 2019년 KBS2 수목드라마 《왜그래 풍상씨》 ... 초딩 역
- 2020년 JTBC 금토드라마 《우아한 친구들》 ... 안유빈 역
- 2022년 tvN 토일드라마 《슈룹》 ... 일영대군 역
- 2023년 SBS 금토드라마 《낭만닥터 김사부 3》 ... 김한울 역

### 방송
- 2014년 tvN 《코미디빅리그 '캐스팅'》 - 85회, 90회
- 2018년 SBS 《꾸러기 탐구생활》 - 탐구대 탐구대원 활동(2018년 3월~2020년 3월)

### 광고
- 2012년 동부금융네트워크
- 2012년 풀무원 12년 바른먹거리 캠페인 (남아 편)
- 2012년 현대해상 퍼펙트엔 종합병원 (당신만 편)
- 2013년 복권위원회
- 2014년 다본다 블랙박스
- 2020년 천재교육 밀크T
- 2021년 수학 쎈
- 2022년 복권위원회

## 기타 홍보
- 2011년 3월 인천국제공항 중화인민공화국 방영 광고
- 2013년 3월 롯데마트 의류 카다로그
- 2013년 4월 LG U+ 070플레이어2 아이들편 바이럴영상
- 2013년 5월 LG U+ 홍보영상물
- 2013년 6월 서울특별시 홍보물영상
- 2013년 8월 롯데마트 의류 카다로그
- 2013년 9월 충청남도 태안군 산두리해안사구 홍보영상
- 2013년 10월 전라남도 완도군 국제 해조류방람회 홍보영상
- 2014년 3월 뚜레쥬르 순치즈 보도촬영